# Base Rey Balduino
La Base Rey Balduino (en holandés: Koning Boudewijnbasis, y en francés: Base Roi-Baudouin) fue una estación de investigación científica de Bélgica en la Antártida. Fue construida en 1958 y abandonada en 1967. Se ubicaba en la bahía Breid de la costa de la Princesa Ragnhild en la Tierra de la Reina Maud, sobre el mar de Riiser-Larsen. El nombre de la base homenajea al entonces monarca reinante Balduino de Bélgica.

## Primera base
La expedición para la construcción de la base de Bélgica en la Antártida durante el Año Geofísico Internacional en 1957 fue impulsada por el explorador belga Gaston de Gerlache, hijo del comandante Adrien de Gerlache de Gomery, quien invernó a bordo del barco RV Belgica en la primera Expedición Antártica Belga entre 1897 y 1899. Con el apoyo de la familia real belga, la expedición de 1957, primera expedición belga a la Antártida continental, obtuvo del gobierno un presupuesto de 54 millones de francos belgas.
La expedición salió del puerto de Amberes el 12 de noviembre de 1957 con dos barcos noruegos: el rompehielos Polarhav y el foquero Polarsirkel. A bordo llevaba tres vehículos oruga, un avión y un helicóptero. El 26 de diciembre de 1957 llegaron a la Tierra de la Reina Maud. La construcción de la base duró ocho semanas. Entre los miembros de la expedición figuraba el príncipe Antonio de Ligne, un expiloto de los escuadrones belgas de la Real Fuerza Aérea británica durante la Segunda Guerra Mundial, que sirvió como piloto de helicóptero durante los vuelos de exploración, así como meteorólogo. 
La base realizó observaciones de la aurora polar conducidas por el investigador Jacques Loodts, la investigación de la ionosfera la realizó Henri Vandevelde, la nieve y el hielo son investigados por Edgard Picciotto, y el geomagnetismo por Luc Cabes. También se realizó exploraciones en áreas todavía inexploradas. El 2 de abril de 1959 salió del puerto de Ostende la 2° expedición belga liderada por Frank Bastin para relevar a los miembros de la base (invernaron 22 personas), y en marzo de 1960 la 3° expedición belga encabezada por el comandante de la aviación Guido Derom. La base fue cerrada el 31 de enero de 1961 debido a que el Centro Nacional para la Investigación Polar no pudo conseguir suficiente presupuesto.
El campamento Teltet fue abierto en 1959 para realizar investigaciones en las montañas Sor Rondane, a 175 km al sur de la base.

## Segunda base
Bajo la presión de Gastón de Gerlache el Gobierno belga decidió reiniciar la investigación antártica. Se sugirió la participación de otros países europeos como condición previa. El 21 de enero de 1964 llegó la primera expedición conjunta de Bélgica y los Países Bajos a la Base Rey Balduino para reactivarla. A unos cientos de metros de distancia de la base vieja, y a 9 millas al sur de la costa, se construyó una nueva base que operó en la temporada 1964-1965 (con 14 miembros) y fue inaugurada el 6 de febrero de 1964. Fue de nuevo operada en las temporadas 1965-1966 (2° expedición belga-neerlandesa, con 16 miembros) y 1966-1967 (3° expedición belga-neerlandesa, con 12 belgas y 6 neerlandeses), siendo cerrada definitivamente en 1967 por motivos de seguridad, quedando luego la base bajo la nieve. 
Posteriormente Bélgica continuó operando en la Antártida en colaboración con Sudáfrica en las temporadas de verano 1968-1969, 1969-1970, y 1970-1971. En 1985 el Belgian Science Policy Office estableció un plan multianual de investigaciones antárticas. En la temporada 2008-2009 envió la expedición que estableció la base de verano Princesa Isabel.